# Derby di Londra
Con l'espressione Derby di Londra (in inglese London Derby) ci si riferisce alle varie stracittadine che si disputano tra le squadre di calcio con sede nella città di Londra.

## Squadre
Nella stagione 2025-2026, quattordici squadre londinesi prendono parte ai campionati professionistici inglesi.
| Divisione | Squadra        | Stadio            | Borgo       |
| --------- | -------------- | ----------------- | ----------- |
| 1ª        | Arsenal        | Emirates Stadium  | Islington   |
| 1ª        | Brentford      | Community Stadium | Hounslow    |
| 1ª        | Chelsea        | Stamford Bridge   | Chelsea     |
| 1ª        | Crystal Palace | Selhurst Park     | Croydon     |
| 1ª        | Fulham         | Craven Cottage    | Fulham      |
| 1ª        | Tottenham      | Tottenham Stadium | Haringey    |
| 1ª        | West Ham Utd   | London Stadium    | Newham      |
| 2ª        | Charlton       | The Valley        | Greenwich   |
| 2ª        | Millwall       | The Den           | Lewisham    |
| 2ª        | QPR            | Loftus Road       | Hammersmith |
| 3ª        | AFC Wimbledon  | Plough Lane       | Kingston    |
| 3ª        | Leyton Orient  | Brisbane Road     | Waltham     |
| 4ª        | Barnet         | The Hive          | Barnet      |
| 4ª        | Bromley        | Hayes Lane        | Bromley     |

## North London derby
Il North London derby è il derby di North London, attualmente il più sentito nella città di Londra, ed è caratterizzato dalla sfida tra Arsenal e Tottenham.
Questa rivalità è nata in seguito allo spostamento dell'Arsenal all'Highbury Stadium nel 1913 e si è consolidata dopo la promozione dei Gunners in First Division nel 1919.

### Statistiche generali
La prima partita ufficiale tra Arsenal e Tottenham risale al 4 dicembre 1909, nell'ambito della First Division del campionato inglese, e si è conclusa 1-0 in favore dei Gunners; l'ultimo match disputato tra le due squadre, datato 15 gennaio 2023, è invece terminato con il punteggio di 2-0 per i Gunners.
La vittoria più larga dell'Arsenal consiste in un 6-0 del 6 marzo 1935, mentre quella del Tottenham è un 5-0 del 4 aprile 1983; la partita con più gol tra le due formazioni si è invece disputata il 13 novembre 2004 ed è terminata con il punteggio di 5-4 in favore dei Gunners.

### Risultati

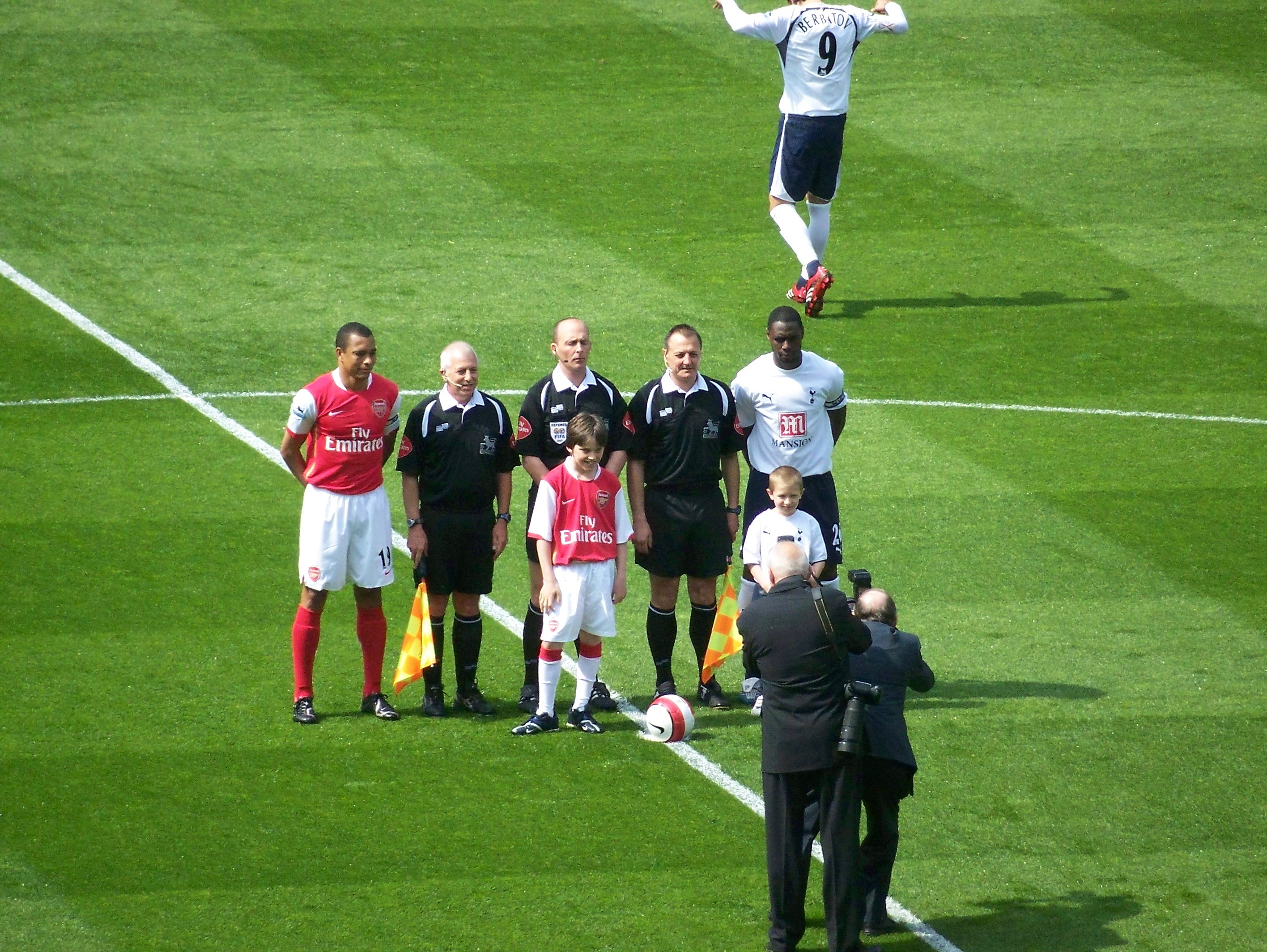
I capitani di Arsenal (Gilberto Silva) e Tottenham (Ledley King) schierati prima del derby del 21 aprile 2007

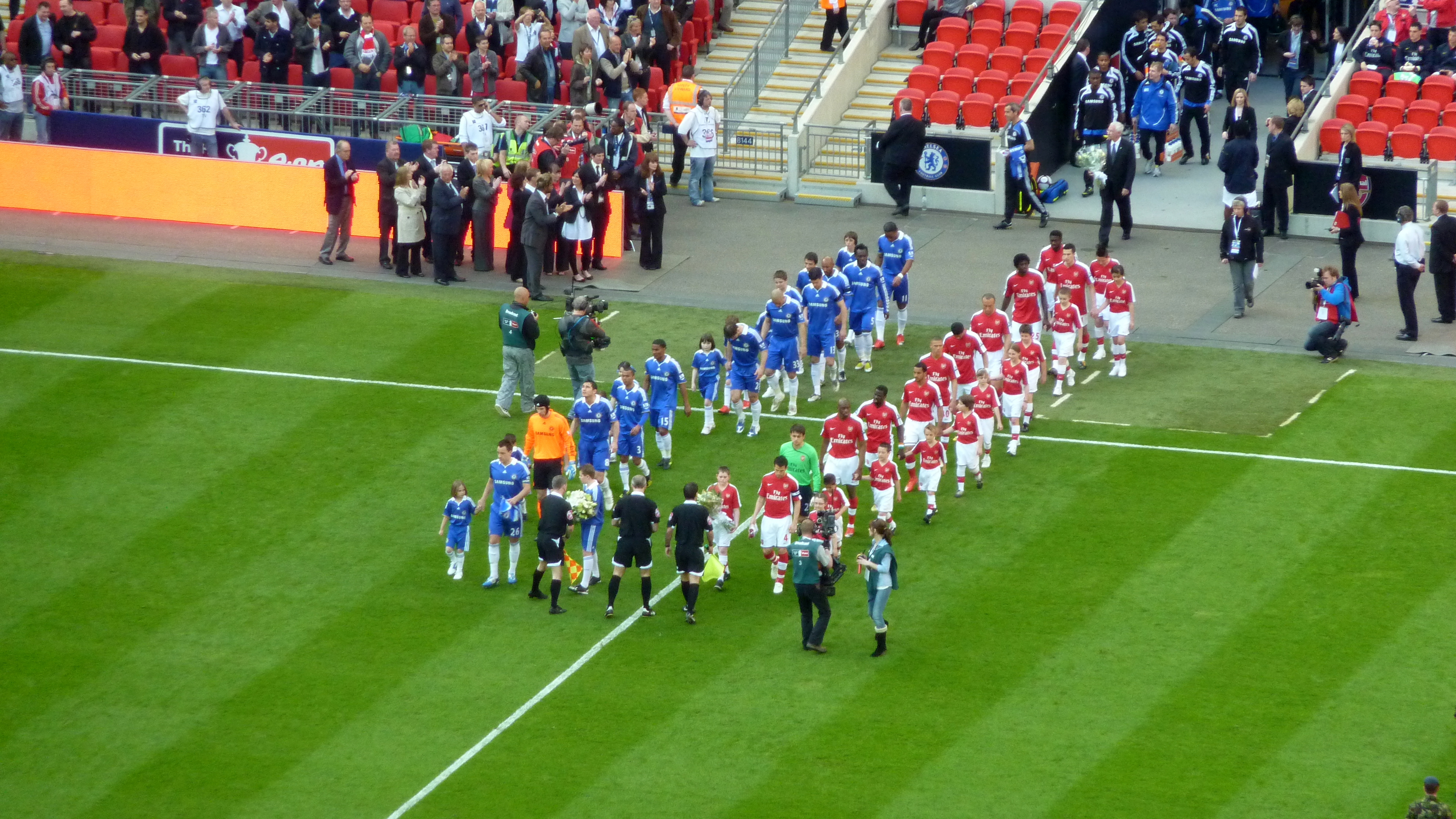
Le formazioni di Arsenal (a destra) e Chelsea (a sinistra) prima del derby di FA Cup del 18 aprile 2009

La seguente tabella contiene tutti i dati riguardanti gli scontri diretti tra le due squadre in partite ufficiali (aggiornata al 1 ottobre 2022):
|                  | Totale gare disputate | Vittorie dell'Arsenal | Pareggi | Vittorie del Tottenham |
| ---------------- | --------------------- | --------------------- | ------- | ---------------------- |
| Campionato       | 171                   | 69                    | 47      | 55                     |
| FA Cup           | 6                     | 4                     | 0       | 2                      |
| League Cup       | 14                    | 7                     | 3       | 4                      |
| Community Shield | 1                     | 0                     | 1       | 0                      |
| Totale           | 191                   | 80                    | 51      | 61                     |

## North-West London Derby
Il North-West London Derby è il derby tra le due squadre più titolate della città di Londra, nonché uno dei più seguiti nel panorama calcistico mondiale, e si disputa tra Arsenal e Chelsea.
Questa rivalità si è riaccesa a metà degli anni novanta, in seguito al ritorno ai vertici del Chelsea e alle numerose partite disputate tra le due formazioni in Premier League e Champions League.

### Statistiche generali
La prima partita ufficiale tra Arsenal e Chelsea risale al 9 novembre 1907, nell'ambito della First Division del campionato inglese, e si è conclusa 2-1 in favore dei Blues; l'ultimo match disputato tra le due squadre, datato 6 novembre 2022, è invece terminato con il punteggio di 1-0 per i Gunners. 
La vittoria più larga dell'Arsenal consiste in un 5-1 del 29 novembre 1930, mentre quella del Chelsea è un 6-0 del 22 marzo 2014; la partita con più gol tra le due formazioni si è invece disputata l'8 marzo 1958 ed è terminata con il punteggio di 5-4 in favore dei Gunners.

### Risultati
La seguente tabella contiene tutti i dati riguardanti gli scontri diretti tra le due squadre in partite ufficiali (aggiornata al 12 maggio 2021):
|                  | Totale gare disputate | Vittorie dell'Arsenal | Pareggi | Vittorie del Chelsea |
| ---------------- | --------------------- | --------------------- | ------- | -------------------- |
| Campionato       | 168                   | 65                    | 50      | 53                   |
| League Cup       | 8                     | 3                     | 1       | 4                    |
| FA Cup           | 21                    | 10                    | 6       | 5                    |
| Community Shield | 3                     | 1                     | 1       | 1                    |
| Champions League | 2                     | 0                     | 1       | 1                    |
| Europa League    | 1                     | 0                     | 0       | 1                    |
| Totale           | 203                   | 79                    | 59      | 65                   |

## East London Derby
L'East London Derby è il derby della parte est della città ed è caratterizzato dalla sfida tra Millwall e West Ham.
Questa stracittadina, sebbene si svolga tra due squadre di livello medio-basso, è assai sentita nella capitale inglese poiché entrambe le tifoserie, che tutt'oggi si considerano come odiate nemiche, in passato disponevano di due tra i gruppi più violenti di hooligans del Regno Unito.
Le due tifoserie hanno spesso dato vita a scontri violentissimi, come nella partita di League Cup del 25 agosto 2009, vinta per 3-1 dal West Ham; durante questo incontro sono tornati in scena gli hooligans, le cui violenze sugli spalti erano sparite da quasi vent'anni.

### Statistiche generali
La prima partita ufficiale tra Millwall e West Ham risale al 15 febbraio 1930, in ambito della FA Cup, e si è conclusa 4-1 in favore degli Hammers; l'ultimo match disputato tra le due squadre, datato 4 febbraio 2012, è invece terminato con il punteggio di 2-1 per gli Hammers. 
La vittoria più larga del West Ham è arrivata nella prima partita disputata tra le due squadre (4-1 del 15 febbraio 1930), mentre quella del Millwall è stato un 4-1 del 21 marzo 2004; entrambi i risultati rappresentano anche le partite con più gol tra le due formazioni.

### Risultati
La seguente tabella contiene tutti i dati riguardanti gli scontri diretti tra le due squadre in partite ufficiali (aggiornata al 4 febbraio 2012):
|                  | Totale gare disputate | Vittorie del Millwall | Pareggi | Vittorie del West Ham |
| ---------------- | --------------------- | --------------------- | ------- | --------------------- |
| Campionato       | 24                    | 5                     | 11      | 8                     |
| League Cup       | 1                     | 0                     | 0       | 1                     |
| FA Cup           | 2                     | 1                     | 0       | 1                     |
| Full Members Cup | 1                     | 1                     | 0       | 0                     |
| Totale           | 28                    | 7                     | 11      | 10                    |

## South London derby
Il South London derby è il derby di South London e raggruppa una serie di partite che si possono disputare tra le varie squadre dei quartieri della zona: il Charlton, il Crystal Palace, il Millwall e l'AFC Wimbledon.
In particolare, quello tra Charlton e Millwall è chiamato South East London derby.

## West London derby
Il West London derby è il derby di West London e raggruppa una serie di partite che si possono disputare tra le varie squadre dei quartieri della zona: Chelsea, Fulham, Brentford e Queens Park Rangers.
Ad oggi l'incontro di importanza maggiore è quello che vede affrontarsi il Chelsea ed il Fulham, due club aventi le proprie sedi a un paio di chilometri di distanza; in questa sezione verranno presi in considerazione solamente i risultati ottenuti da queste due compagini.

### Statistiche generali
La prima partita ufficiale tra Chelsea e Fulham risale al 3 dicembre 1910, in ambito della Second Division del campionato inglese, ed è terminata 1-0 in favore del Fulham; l'ultimo match disputato tra le due squadre, datato 12 gennaio 2023, si è invece concluso con il punteggio di 2-1 per i Cottagers.
La vittoria più larga del Chelsea consiste in un 4-0 del 26 settembre 1925 e del 7 aprile 1984, mentre quella del Fulham è un 3-0 del 14 febbraio 1951. La partita con più gol tra le due formazioni si è invece disputata l'8 ottobre 1983 ed è terminata con il punteggio di 5-3 per i Blues.

### Risultati
La seguente tabella contiene tutti i dati riguardanti gli scontri diretti tra le due formazioni in partite ufficiali (aggiornata al 26 dicembre 2024):
|            | Totale gare disputate | Vittorie del Chelsea | Pareggi | Vittorie del Fulham |
| ---------- | --------------------- | -------------------- | ------- | ------------------- |
| Campionato | 79                    | 47                   | 23      | 9                   |
| FA Cup     | 6                     | 2                    | 2       | 2                   |
| League Cup | 2                     | 2                    | 2       | 0                   |
| Totale     | 87                    | 51                   | 27      | 11                  |

La seguente tabella riporta tutti i risultati ottenuti dalle due squadre in ognuna delle partite ufficiali giocate tra loro (aggiornata al 26 dicembre 2024):
| Stagione  | Data       | Partita          | Risultato | Competizione    | Note                                                                   |
| --------- | ---------- | ---------------- | --------- | --------------- | ---------------------------------------------------------------------- |
| 1910/1911 | 03/12/1910 | Fulham - Chelsea | 1-0       | Second Division | Prima partita ufficiale disputata tra le due squadre                   |
| 1910/1911 | 08/04/1911 | Chelsea - Fulham | 2-0       | Second Division |                                                                        |
| 1911/1912 | 25/12/1911 | Fulham - Chelsea | 0-1       | Second Division |                                                                        |
| 1911/1912 | 26/12/1911 | Chelsea - Fulham | 1-0       | Second Division |                                                                        |
| 1924/1925 | 11/10/1924 | Chelsea - Fulham | 0-0       | Second Division |                                                                        |
| 1924/1925 | 14/02/1925 | Fulham - Chelsea | 1-2       | Second Division |                                                                        |
| 1925/1926 | 26/09/1925 | Chelsea - Fulham | 4-0       | Second Division | Vittoria più larga del Chelsea in partite ufficiali tra le due squadre |
| 1925/1926 | 06/02/1926 | Fulham - Chelsea | 0-3       | Second Division |                                                                        |
| 1926/1927 | 25/09/1926 | Chelsea - Fulham | 2-2       | Second Division |                                                                        |
| 1926/1927 | 12/02/1927 | Fulham - Chelsea | 1-2       | Second Division |                                                                        |
| 1927/1928 | 10/09/1927 | Fulham - Chelsea | 1-1       | Second Division |                                                                        |
| 1927/1928 | 21/01/1928 | Chelsea - Fulham | 2-1       | Second Division |                                                                        |
| 1935/1936 | 19/02/1936 | Chelsea - Fulham | 0-0       | FA Cup          |                                                                        |
| 1935/1936 | 24/02/1936 | Fulham - Chelsea | 3-2       | FA Cup          |                                                                        |
| 1938/1939 | 21/01/1939 | Chelsea - Fulham | 3-0       | FA Cup          |                                                                        |
| 1949/1950 | 17/09/1949 | Fulham - Chelsea | 1-1       | First Division  |                                                                        |
| 1949/1950 | 21/01/1950 | Chelsea - Fulham | 0-0       | First Division  |                                                                        |
| 1950/1951 | 09/12/1950 | Chelsea - Fulham | 2-0       | First Division  |                                                                        |
| 1950/1951 | 10/02/1951 | Chelsea - Fulham | 1-1       | FA Cup          |                                                                        |
| 1950/1951 | 14/02/1951 | Fulham - Chelsea | 3-0       | FA Cup          | Vittoria più larga del Fulham in partite ufficiali tra le due squadre  |
| 1950/1951 | 28/04/1951 | Fulham - Chelsea | 1-2       | First Division  |                                                                        |
| 1951/1952 | 28/09/1951 | Chelsea - Fulham | 2-1       | First Division  |                                                                        |
| 1951/1952 | 05/01/1952 | Fulham - Chelsea | 1-2       | First Division  |                                                                        |
| 1959/1960 | 26/09/1959 | Fulham - Chelsea | 1-3       | First Division  |                                                                        |
| 1959/1960 | 13/02/1960 | Chelsea - Fulham | 4-2       | First Division  |                                                                        |
| 1960/1961 | 17/09/1960 | Fulham - Chelsea | 3-2       | First Division  |                                                                        |
| 1960/1961 | 04/02/1961 | Chelsea - Fulham | 2-1       | First Division  |                                                                        |
| 1961/1962 | 02/09/1961 | Chelsea - Fulham | 0-0       | First Division  |                                                                        |
| 1961/1962 | 13/01/1962 | Fulham - Chelsea | 3-4       | First Division  |                                                                        |
| 1963/1964 | 26/10/1963 | Fulham - Chelsea | 0-1       | First Division  |                                                                        |
| 1963/1964 | 07/03/1964 | Chelsea - Fulham | 1-2       | First Division  |                                                                        |
| 1964/1965 | 12/09/1964 | Chelsea - Fulham | 1-0       | First Division  |                                                                        |
| 1964/1965 | 16/01/1965 | Fulham - Chelsea | 1-2       | First Division  |                                                                        |
| 1966/1966 | 28/08/1965 | Fulham - Chelsea | 0-3       | First Division  |                                                                        |
| 1966/1966 | 05/02/1966 | Chelsea - Fulham | 2-1       | First Division  |                                                                        |
| 1966/1967 | 29/10/1966 | Chelsea - Fulham | 1-3       | First Division  |                                                                        |
| 1966/1967 | 04/03/1967 | Fulham - Chelsea | 0-0       | First Division  |                                                                        |
| 1967/1968 | 26/08/1967 | Chelsea - Fulham | 1-1       | First Division  |                                                                        |
| 1967/1968 | 23/12/1967 | Fulham - Chelsea | 1-2       | First Division  |                                                                        |
| 1975/1976 | 27/09/1975 | Fulham - Chelsea | 2-0       | Second Division |                                                                        |
| 1975/1976 | 06/04/1976 | Chelsea - Fulham | 0-0       | Second Division |                                                                        |
| 1976/1977 | 27/12/1976 | Chelsea - Fulham | 2-0       | Second Division |                                                                        |
| 1976/1977 | 08/04/1977 | Fulham - Chelsea | 3-1       | Second Division |                                                                        |
| 1979/1980 | 27/10/1979 | Chelsea - Fulham | 0-2       | Second Division |                                                                        |
| 1979/1980 | 08/03/1980 | Fulham - Chelsea | 1-2       | Second Division |                                                                        |
| 1982/1983 | 28/12/1982 | Chelsea - Fulham | 0-0       | Second Division |                                                                        |
| 1982/1983 | 02/04/1983 | Fulham - Chelsea | 1-1       | Second Division |                                                                        |
| 1983/1984 | 08/10/1983 | Fulham - Chelsea | 3-5       | Second Division | Partita ufficiale tra le due squadre con più gol messi a segno         |
| 1983/1984 | 07/04/1984 | Chelsea - Fulham | 4-0       | Second Division | Vittoria più larga del Chelsea in partite ufficiali tra le due squadre |
| 1985/1986 | 29/10/1985 | Chelsea - Fulham | 1-1       | League Cup      |                                                                        |
| 1985/1986 | 06/11/1985 | Fulham - Chelsea | 0-1       | League Cup      |                                                                        |
| 2001/2002 | 30/09/2001 | Fulham - Chelsea | 1-1       | Premier League  |                                                                        |
| 2001/2002 | 06/03/2002 | Chelsea - Fulham | 3-2       | Premier League  |                                                                        |
| 2001/2002 | 14/04/2002 | Fulham - Chelsea | 0-1       | FA Cup          |                                                                        |
| 2002/2003 | 23/09/2002 | Fulham - Chelsea | 0-0       | Premier League  |                                                                        |
| 2002/2003 | 26/04/2003 | Chelsea - Fulham | 1-1       | Premier League  |                                                                        |
| 2003/2004 | 20/12/2003 | Fulham - Chelsea | 0-1       | Premier League  |                                                                        |
| 2003/2004 | 20/03/2004 | Chelsea - Fulham | 2-1       | Premier League  |                                                                        |
| 2004/2005 | 13/11/2004 | Fulham - Chelsea | 1-4       | Premier League  |                                                                        |
| 2004/2005 | 30/11/2004 | Fulham - Chelsea | 1-2       | League Cup      |                                                                        |
| 2004/2005 | 23/04/2005 | Chelsea - Fulham | 3-1       | Premier League  |                                                                        |
| 2005/2006 | 26/12/2005 | Chelsea - Fulham | 3-2       | Premier League  |                                                                        |
| 2005/2006 | 19/03/2006 | Fulham - Chelsea | 1-0       | Premier League  |                                                                        |
| 2006/2007 | 23/09/2006 | Fulham - Chelsea | 0-2       | Premier League  |                                                                        |
| 2006/2007 | 30/12/2006 | Chelsea - Fulham | 2-2       | Premier League  |                                                                        |
| 2007/2008 | 29/09/2007 | Chelsea - Fulham | 0-0       | Premier League  |                                                                        |
| 2007/2008 | 01/01/2008 | Fulham - Chelsea | 1-2       | Premier League  |                                                                        |
| 2008/2009 | 28/12/2008 | Fulham - Chelsea | 2-2       | Premier League  |                                                                        |
| 2008/2009 | 02/05/2009 | Chelsea - Fulham | 3-1       | Premier League  |                                                                        |
| 2009/2010 | 23/08/2009 | Fulham - Chelsea | 0-2       | Premier League  |                                                                        |
| 2009/2010 | 28/12/2009 | Chelsea - Fulham | 2-1       | Premier League  |                                                                        |
| 2010/2011 | 10/11/2010 | Chelsea - Fulham | 1-0       | Premier League  |                                                                        |
| 2010/2011 | 14/02/2011 | Fulham - Chelsea | 0-0       | Premier League  |                                                                        |
| 2011/2012 | 21/09/2011 | Chelsea - Fulham | 0-0       | League Cup      |                                                                        |
| 2011/2012 | 26/12/2011 | Chelsea - Fulham | 1-1       | Premier League  |                                                                        |
| 2011/2012 | 09/04/2012 | Fulham - Chelsea | 1-1       | Premier League  |                                                                        |
| 2012/2013 | 28/11/2012 | Chelsea - Fulham | 0-0       | Premier League  |                                                                        |
| 2012/2013 | 17/04/2013 | Fulham - Chelsea | 0-3       | Premier League  |                                                                        |
| 2013/2014 | 21/09/2013 | Chelsea - Fulham | 2-0       | Premier League  |                                                                        |
| 2013/2014 | 01/03/2014 | Fulham - Chelsea | 1-3       | Premier League  |                                                                        |
| 2018/2019 | 02/12/2018 | Chelsea - Fulham | 2-0       | Premier League  |                                                                        |
| 2018/2019 | 03/03/2019 | Fulham - Chelsea | 1-2       | Premier League  |                                                                        |
| 2020/2021 | 16/01/2021 | Fulham - Chelsea | 0-1       | Premier League  |                                                                        |
| 2020/2021 | 01/05/2021 | Chelsea - Fulham | 2-0       | Premier League  |                                                                        |
| 2022/2023 | 12/01/2023 | Fulham - Chelsea | 2-1       | Premier League  |                                                                        |
| 2022/2023 | 03/02/2023 | Chelsea - Fulham | 0-0       | Premier League  |                                                                        |
| 2023/2024 | 02/10/2023 | Fulham - Chelsea | 0-2       | Premier League  |                                                                        |
| 2023/2024 | 13/01/2024 | Chelsea - Fulham | 1-0       | Premier League  |                                                                        |
| 2024/2025 | 26/12/2024 | Chelsea - Fulham | 1-2       | Premier League  |                                                                        |
| 2024/2025 | 19/04/2025 | Fulham - Chelsea |           | Premier League  |                                                                        |